# Río Mókraya Chuburka
El río Mókraya Chuburka (del ruso: Мо́края Чубу́рка) o  Mókraya Chumburka (Мо́края Чумбу́рка) es un río del krai de Krasnodar y del óblast de Rostov, en el sur de Rusia, que vierte sus aguas en el mar de Azov. Discurre por el territorio del raión de Kushchóvskaya del krai y por el raión de Azov del óblast. 

## Curso
Tiene 92 km de longitud. Nace en las tierras bajas de Kubán-Priazov, en la localidad de Isayevski y discurre en su primer tramo, en el que no tiene una corriente constante, en dirección suroeste, dejando en su curso (tras recibir un pequeño afluente en cuyo curso se halla Novostepnianski),  Tavricheskoye, Blagopoluchnenski y Krásnaya Poliana (Krasnodar), lugar en el que gira en dirección noroeste, que predominará en su curso medio y hasta su desembocadura, atravesando a su paso Kalíninski, Orlovka (donde recibe las aguas del Chuburka -cuyo principal subafluente es el Sredniye Chuburka), Markov, Léninski Lesjoz, Tsyganki, Krásnaya Poliana (Rostov), Jristichovo, Aleksándrovka, Krásnaya Zariá, Nízhniaya Kozinka, Primorski, Yushkin y Novomargaritovo, donde desemboca, en el golfo de Taganrog del mar de Azov.
El río es conocido por el jútorutor Tsyganki (traducción literal: gitanos) donde la tradición de la división de género sigue existiendo.